# NGC 643
NGC 643 este un roi deschis în constelația Hidra Australă. A fost descoperit în 18 septembrie 1835 de către John Herschel.